# Руководства Универзитета у Нишу
На овој страници се налази списак свих руководстава, ректора и проректора Универзитета у Нишу у периоду од 1965. до 2018. године. На основу овог списка направљене су две заједничке слике. Поред ових слика, на посебној слици дат је преглед руководиоца Универзитета по факултетима.

## Руководство
Мандатни периоди ректора и проректора наведени су у заградама и, како је уобичајено у образовним установама, дефинисани су школским годинама, а у малом броју случајева и тачним датумима.

### Ректори
- Ред. проф. Бранимир Јанковић, Правно-економски факултет, (1965/66 — 1968/69)
- Ред. проф. Бранисла Грбеша, Медицински факултет, (1969/70 — 1972/73)
- Ред. проф. Глигорије Зајечараноић, Филозофски факултет, (1973/74 — 1976/77)
- Ред. проф. Момчило Димитријевић, Правни факултет, (1977/78 — 1980/81)
- Ред. проф. Живота Живковић, Машински факултет, (1981/82 — 1984/85)
- Ред. проф. Димитрије Михајловић, Медицински факултет, (1985/86 — 1988/89)
- Ред. проф. Бранимир Ђорђевић, Електронски факултет, (1989/90 — 5.10.2000)
- Ред. проф. Зоран Миленковић, Медицински факултет, (2000/01 — 2003/04)
- Ред. проф. Градимир Миловановић, Електронски факултет, (2003/04 — 11.2006)
- Ред. проф. Радослав Бубањ, Факултет спорта и физичког васпитања, (12.2006 — 28.9.2009)
- Ред. проф. Драган Антић, в. д. ректор, Електронски факултет, (28.9.2009 — 25.12.2009)
- Ред. проф. Мирољуб Гроздановић, Факултет заштите на раду, (25.12.2009 — 2011/12)
- Ред. проф. Драган Антић, Електронски факултет, (Од 2012/13)

### Проректори
- Ванр. проф. Младен Симић, Медицински факултет, (1965/66 — 1966/67)
- Ред. проф. Тихомир Алексић, Технички факултет, (1967/68 — 1968/69)
- Ред. проф. Бранислав Грбеша, Медицински факултет, (1968/69)
- Ред. проф. Душан Бабић, Грађевински факултет, (1969/70 — 1970/71)
- Ванр. проф. Миливоје Андрејевић, Економски факултет, (1971/72 — 1972/73)
- Ванр. проф. Лазар Ињатовић, Грађевински факултет, (1971/72 — 1972/73)
- Ванр. проф. Живота Живковић, Машински факултет, (1973/74 — 1976/77)
- Ванр. проф. Слободан Лазовић, Електронски факултет, (1973/74 — 1976/77)
- Доцент Лазар Влајин, Медицински факултет, (1977/78 — 1978/79)
- Доцент Радомир Михајловић, Факултет заштите на раду, (1977/78 — 1978/79)
- Ред. проф. Обрад Костић, Медицински факултет, (1979/80 — 1982/83)
- Ред. проф. Зоран Боричић, Машински факултет, (1979/80 — 1980/81, 1985/86 — 1988/89)
- Ред. проф. Душан Паравина, Правни факултет, (1981/82 — 1984/85)
- Ред. проф. Радосав Ж. Ђорђевић, Електронски факултет, (1981/82 — 1984/85)
- Ред. проф. Властимир Милошевић, Економски факултет, (1983/84 — 1986/87)
- Ред. проф. Бранисав Ђорђевић, Електронски факултет, (1985/86 — 1988/89)
- Ред. проф. Љубиша Митроић, Филозофски факултет, (1987/88 — 1988/89)
- Ред. проф. Иван Вуковић, Медицински факултет, (1989/90 — 1990/91)
- Ред. проф. Градимир Миовановић, Електронски факултет, (1989/90 — 1990/91)
- Ред. проф.Љубиша Јовановић, Правни факултет, (1989/90 — 1991/92)
- Ред. проф. Милић Милићевић, Грађевински факултет, (1991/92)
- Ред. проф. Ненад Радојковић, Машински факултет, (1991/92 — 5.10.2000)
- Ред. проф. Александар Ранчић, Факултет заштите на раду, (1992/93 — 1995/96)
- Ред. проф. Витомир Ћирић, Медицински факултет, (1992/93 — 1997/98)
- Ред. проф. Душан Здравковић, Економски факултет, (1996/97 — 5.10.2000)
- Ред. проф. Гордана Станковић, Правни факултет, (1998/99 — 5.10.2000)
- Ред. проф. Слободан Миленковић, Грађевинско-архитектонски факултет, (1998/99 — 5.10.2000)
- Ред. проф. Игор Миловановић, Електронски факултет, Настава, (2000/01 — 2003/04)
- Ред. проф. Вадица Стефановић, Медицински факултет, Наука, (2000/01 — 2003/04)
- Ред. проф. Марко Секуловић, Економски факултет, Финансије, (2000/01 — 2003/04)
- Ред. проф. Ружица Николић, Природно-математички факултет, Финансије, (2004/05 — 11.2006)
- Ред. проф. Мирољуб Гроздановић, Факултет заштите на раду, Настава, (2004/05 — 11.2006)
- Ред. проф. Борислав Каменов, Медицински факултет, Наука, (2004/05 — 11.2006)
- Ред. проф. Надица Новаковић, Природно-математички факултет, Настава, (12.2006 — 2008/09)
- Ред. проф. Слободан Антић, Медицински факултет, Међународна сарадња и финансије, (12.2006 — 2008/09), Финансије (28.9.2009-2011/12)
- Ред. проф. Бињана Предић, Економски факултет, Наука, (12.2006 — 2006/07)
- Ред. проф. Обрад Тодоровић, Економски факултет, Финансије, (2007/08 — 28.9.2009)
- Ред. проф. Весна Лопичић, Филозофски факултет, Међународна сарадња, (Од 28.9.2009)
- Ред. проф. Драган Денић, Електронски факултет, Наука, (28.9.2009- 2011/12), Обезбеђење квалитета, (Од 2016/17)
- Ред. проф. Властимир Ђокић, Машински факултет, Настава, (28.9.2009- 2010/11)
- Ред. проф. Томислав Павловић, Природно-математички факултет, Настава, (2011/12)
- Ред. проф. Евица Петровић, Економски факултет, Финансије, (Од 2012/13)
- Ред. проф. Зоран Николић, Електронски факултет, Обезбеђење квалитета, (2012/13- 2015/16)
- Ред. проф. Добривоје Живковић, Факултет спорта и физичког васпитања, Настава, (2012/13- 2014/15)
- Ред. проф. Ненад Павловић, Машински факултет, Наука, (Од 2012/13-1014/15), Научни рад и истраживачка делатност (Од 2015/16)
- Ред. проф. Властимир Николић, Машински факултет, Финансије, (Од 2015/16)

## Руководиоци Универзитета по Факултетима

### Грађевинско-архитектонски факултет
- Ред. проф. Душан Бабић, Проректор, (1969/70 — 1970/71)
- Ванр. проф. Лазар Ињатовић, Проректор, (1971/72 — 1972/73)
- Ред. проф. Милић Милићевић, Проректор, (1991/92)
- Ред. проф. Слободан Миленковић, Проректор, (1998/99 — 5.10.2000)

### Економски факултет
- Ванр. проф. Миливоје Андрејевић, Проректор, (1971/72 — 1972/73)
- Ред. проф. Властимир Милошевић, Проректор, (1983/84 — 1986/87)
- Ред. проф. Душан Здравковић, Проректор, (1996/97 — 5.10.2000)
- Ред. проф. Марко Секуловић, Проректор, Финансије, (2000/01 — 2003/04)
- Ред. проф. Бињана Предић, Проректор, Наука, (11.2006 — 2006/07)
- Ред. проф. Обрад Тодоровић, Проректор, Финансије, (2007/08 — 2008/09)
- Ред. проф. Евица Петровић, Проректор, Финансије, (Од 2012/13)

### Електронски факултет
- Ред. проф. Бранимир Ђорђрвић, Проректор, (1985/86 — 1988/89), Ректор, (1989/90 — 5.10.2000)
- Ред. проф. Градимир Миловановић, Проректор, (1989/90 — 1990/91), Ректор, (2003/04 — 11.2006)
- Ред. проф. Драган Антић, в. д. ректор, (28.9.2009 — 25.12.2009), Ректор, (Од 2012/13)
- Ред. проф. Тихомир Алексић, Проректор, (1967/68 — 1968/69)
- Ванр. проф. Слободан Лазовић, Проректор, (1973/74 — 1976/77)
- Ред. проф. Радосав Ж. Ђорђевић, Проректор, (1981/82 — 1984/85)
- Ред. проф. Игор Миловановић, Проректор, Настава, (2000/01 — 2003/04)
- Ред. проф. Драган Денић, Проректор, Наука, (28.9.2009- 2011/12), Обезбеђење квалитета, (Од 2016/17)
- Ред. проф. Ред. проф. Зоран Николић, Проректор, Обезбеђење квалитета, (2012/13- 2015/16)

### Филозофски факултет
- Ред. проф. Глигорије Зајечараноић, Ректор, (1973/74 — 1976/77)
- Ред. проф. Љубиша Митроић, Проректор, (1987/88 — 1988/89)
- Ред. проф. Весна Лопичић, Проректор, Међународна сарадња, (Од 28.9.2009)

### Машински факултет
- Ред. проф. Живота Живковић, Проректор(1973/74 — 1976/77), Ректор, (1981/82 — 1984/85)
- Ред. проф. Зоран Боричић, Проректор, (1979/80 — 1980/81, 1985/86 — 1988/89)
- Ред. проф. Ненад Радојковић, Проректор, (1991/92 — 5.10.2000)
- Ред. проф. Властимир Ђокић, Проректор, Настава, (28.9.2009- 2010/11)
- Ред. проф. Ненад Павловић, Проректор, Наука, (Од 2012/13-1014/15), Научни рад и истраживачка делатност (Од 2015/16)
- Ред. проф. Властимир Николић, Проректор, Финансије, (Од 2015/16)

### Факултет спорта и физичког образовања
- Ред. проф. Радослав Бубањ, Ректор, (12.2006 — 28.9.2009)
- Ред. проф. Добривоје Живковић, Проректор, Настава, (2012/13- 2014/15)

### Медицински факултет
- Ред. проф. Бранисла Грбеша, Проректор, (1968/69), Ректор(1969/70 — 1972/73)
- Ред. проф. Димитрије Михајловић, Ректор, (1985/86 — 1988/89)
- Ред. проф. Зоран Миленковић, Ректор, (2000/01 — 2003/04)
- Ванр. проф. Младен Симић,Проректор, (1965/66 — 1966/67)
- Доцент Лазар Влајин, Проректор, (1977/78 — 1978/79)
- Ред. проф. Обрад Костић, Проректор, (1979/80 — 1982/83)
- Ред. проф. Иван Вуковић, Проректор, (1989/90 — 1990/91)
- Ред. проф. Витомир Ћирић, Проректор, (1992/93 — 1997/98)
- Ред. проф. Вадица Стефановић, Проректор, Наука, (2000/01 — 2003/04)
- Ред. проф. Борислав Каменов, Медицински факултет, Наука, (2004/05 — 11.2006)
- Ред. проф. Слободан Антић, Проректор, Међународна сарадња и финансије, (11.2006 — 2008/09), Финансије (28.9.2009-2011/12)

### Правни факултет
- Ред. проф. Бранимир Јанковић, Ректор, (1965/66 — 1968/69)
- Ред. проф. Момчило Димитријевић, Ректор, (1977/78 — 1980/81)
- Ред. проф. Душан Паравина, Проректор, (1981/82 — 1984/85)
- Ред. проф.Љубиша Јовановић, Проректор, (1989/90 — 1991/92)
- Ред. проф. Гордана Станковић, Проректор, (1998/99 — 5.10.2000)

### Природно-математички факултет
- Ред. проф. Ружица Николић, Проректор, (2004/05 — 11.2006)
- Ред. проф. Надица Новаковић, Проректор, Настава, (11.2006 — 2008/09)
- Ред. проф. Томислав Павловић, Проректор, Настава, (2011/12)

### Факултет заштите на раду
- Ред. проф. Мирољуб Гроздановић, Проректор, Настава, (2004/05 — 11.2006), Ректор, (25.12.2009 — 2011/12)
- Доцент Радомир Михајловић, Проректор, (1977/78 — 1978/79)
- Ред. проф. Александар Ранчић, Проректор, (1992/93 — 1995/96)